# Champagne-et-Fontaine
Champagne-et-Fontaine (trong tiếng Occitan Champanha e Fontanas) là một xã của Pháp, nằm ở tỉnh Dordogne trong vùng Aquitaine của Pháp. Xã này có diện tích 25,04 km2, dân số năm 2004 là 425 người. Xã nằm ở khu vực có độ cao trung bình 95 m trên mực nước biển.

## Thông tin nhân khẩu
| Năm    | 1962 | 1968 | 1975 | 1982 | 1990 | 1999 | 2004 |
| ------ | ---- | ---- | ---- | ---- | ---- | ---- | ---- |
| Dân số | 655  | 600  | 511  | 477  | 415  | 431  | 425  |